# Cagnò
Cagnò, németül: Kanau, helyi non-völgyi ladin nyelvjárásban Cignòu, település Olaszországban, Trentino-Alto Adige régióban, Trentino megyében. Lakosainak száma 330 fő (2018. január 1.). Cagnò Cles, Lauregno, Livo (Trentino), Proves, Revò és Rumo községekkel határos.

## Népesség
A település népességének változása:

| 2017 | 336 |
| 2018 | 330 |